# Запрудново (Лухский район)
Запрудново — деревня в Лухском районе Ивановской области. Входит в состав Тимирязевского сельского поселения.

## География
Находится в восточной части Ивановской области на расстоянии приблизительно 3 км на запад по прямой от районного центра поселка Лух.

## История
Деревня появилась на карте 1840 года. В 1872 году здесь (тогда Юрьевецкий уезд Костромской губернии) было учтено 18 дворов, в 1907 году отмечено было 22 двора.

## Население
Постоянное население составляло 86 человек (1872 год), 136 (1897), 136 (1907), 223 в 2002 году (русские 95 %), 231 в 2010.